# Damias postexpansa
Damias postexpansa är en fjärilsart som beskrevs av Rothschild 1912. Damias postexpansa ingår i släktet Damias och familjen björnspinnare. Inga underarter finns listade i Catalogue of Life.